# Kateřina Cachová
Kateřina Cachová (* 26. února 1990 Ostrava) je bývalá česká atletka, jejíž specializací byl sedmiboj. Vybojovala několik medailí na evropských i světových mládežnických mistrovstvích. Mezi dospělými pak k jejím nejlepším výsledkům patří dvě 6. místa na mistrovství Evropy z let 2016 a 2018, nebo 7. místo z Halového mistrovství světa v atletice 2016.

## Kariéra
S atletikou začala v deseti letech ve sportovní třídě na ZŠ Srbská v Ostravě. Od svých třinácti let začala třikrát týdně trénovat v oddíle SSK Vítkovice. V roce 2005 na mistrovství světa do 17 let v marockém Marrákeši obsadila 11. místo výkonem 5 148 bodů. O rok později skončila na juniorském mistrovství světa v Pekingu na 15. místě.
Na začátku roku 2007 se stala členkou projektu na podporu mladých talentovaných sportovců McDonald’s Olympic Hopefuls, který je realizován za plné podpory Českého olympijského výboru. Ve dnech 13.–14. července 2007 postupně nasbírala v Ostravě 5 641 bodů a vybojovala na MS do 17 let zlatou medaili. Stříbrná Němka Carolin Schäferová na ni ztratila 97 bodů. Zároveň byl její výkon v této kategorii v roce 2007 nejlepším na světě. V roce 2009 získala na juniorském mistrovství Evropy v Novém Sadu stříbrnou medaili (5 660 bodů).
Na Mistrovství Evropy v atletice 2010 v Barceloně dokončila sedmiboj na 17. místě (5 911 bodů). V roce 2011 získala na evropském šampionátu do 23 let v Ostravě v novém osobním rekordu 6 123 bodů stříbrnou medaili. Na vítězku Grit Šadeikovou z Estonska ztratila jedenáct bodů. V témže roce vybojovala na světové letní univerziádě v čínském Šen-čenu bronzovou medaili (5 873 bodů).
Vystudovala sportovní gymnázium Dany a Emila Zátopkových v Ostravě.

## Osobní rekordy
- sedmiboj (dráha) – 6 400 bodů – 10. srpna 2018, Berlín
- pětiboj (hala) – 4 506 bodů – 13. února 2016, Praha